# Kronwicken-Dickkopffalter
Der Kronwicken-Dickkopffalter (Erynnis tages) ist ein Schmetterling aus der Familie der Dickkopffalter (Hesperiidae). Das Artepitheton leitet sich von Tages, einem Enkel des Jupiter aus der griechischen Mythologie ab.

## Merkmale
Die Falter erreichen eine Flügelspannweite von 23 bis 26 Millimetern. Sie haben graubraune oder dunkel rotbraune Flügel, mit mehreren hellen Flecken und einer weißen Punktreihe an der Außenseite. Stellenweise ist die Grundfärbung etwas dunkler. Die Flügelunterseiten sind einheitlich hellbraun und zeigen einige hellere Flecken in der Postal- und Marginalregion.
Die Raupen werden ca. 18 Millimeter lang und sind plump und unbehaart. Sie sind hellgrün gefärbt und haben einen dunkelbraunen Kopf mit mehreren gelblichen Flecken. Am Rücken verläuft eine schmale, nicht gut erkennbare dunkelgrüne Rückenlinie. Am Ende ihrer Entwicklung verfärben sie sich braun.

### Variationen
- f. brunnea Tutt Oberseite variabel blassbraun
- f. clarus Caradja Oberseite dunkelbraun mit dunklem, graublauem Überton. Zeichnung der Oberseite variabel, undeutlich bis kontrastreich.
- f. baynesi Higgins Flügeloberseiten hellbraun, Zeichnung kontrastreich. Im Westen Irlands.

### Ähnliche Arten
- Erynnis marloyi (Boisduval, 1834) Vorkommen: Balkan, Türkei, Libanon, Syrien, Irak, Iran, Kaukasus

## Verbreitung
Die Tiere kommen in Europa, außer dem hohen Norden, und in fast ganz Asien vor. Sie leben in sonnigen, trockenen Lagen mit einer blütenreichen Vegetation, wie z. B. auf Trockenrasen aber auch auf stark bewirtschafteten Weiden. In höheren Lagen sind sie häufiger anzutreffen.

## Lebensweise
Sie falten in ihrer Ruheposition nicht, wie viele andere Dickkopffalter, die Flügel zusammen, sondern präsentieren diese weit geöffnet. Die Falter besuchen meist Blüten in Bodennähe, wobei gelbe Blüten eine große Rolle spielen. Die wichtigste Nektarpflanze ist Gewöhnlicher Hornklee (Lotus corniculatus), daneben werden auch Hufeisenklee (Hippocrepis comosa) und Kriechender Günsel (Ajuga reptans) angeflogen. Die Falter saugen auch gern an feuchter Erde, toten Insekten oder Pferdeäpfeln.

### Nahrung der Raupen
Zu den Raupenfutterpflanzen zählen Gewöhnlicher Hornklee (Lotus corniculatus), Sumpf-Hornklee (Lotus uliginosus), Hufeisenklee (Hippocrepis comosa) und Bunte Kronwicke (Coronilla varia).

### Flugzeiten
Die Art fliegt in einer Generation pro Jahr von Ende April bis Mitte Juni. In wärmeren Gebieten und günstigen Jahren fliegen sie in zwei Generationen von Anfang April bis Anfang Juni und von Ende Juni bis Ende August.

### Entwicklung
Die Weibchen legen ihre Eier auf der Oberseite der Blätter ihrer Futterpflanzen ab. Die Eier sind deutlich längs und fein quer gerippt. Frisch gelegt sind diese zunächst dottergelb, später rot gefärbt und danach transparent. Die Raupen bauen nach dem Schlüpfen eine Behausung aus zwei, später aus mehreren übereinanderliegenden Blättern. Sie fressen in diesem Gehäuse und ruhen darin in einer hakenförmigen Körperhaltung. In optimalen Jahren verpuppen sie sich bis Ende Juni in ihrem Versteck und bilden dann im Sommer die zweite Generation. Die zweite Generation entwickelt sich ebenfalls vollständig, überwintert aber als Raupe im Überwinterungsgespinst (Hibernaculum). Die Verpuppung erfolgt dann im zeitigen Frühjahr. Bei schlechten Bedingungen überwintert bereits die erste Generation als Raupe.

## Gefährdung und Schutz
Rote Liste BRD: V (auf der Vorwarnliste) Sie sind zwar noch immer weit verbreitet und häufig, ihre Populationen sind aber stellenweise rückläufig.